# طبق من الفضة

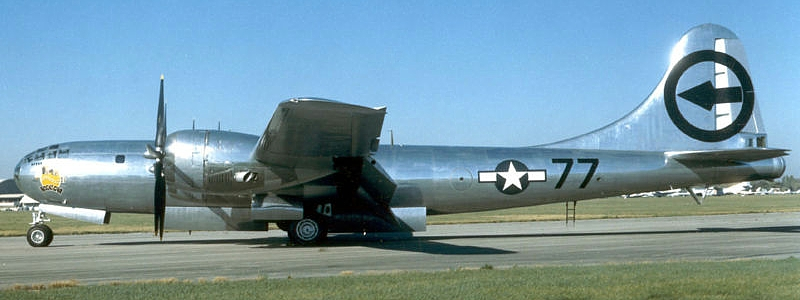
Bockscar، وهي فرقة فضية من بوينغ بي-29 سوبر فورترس من المجموعة 509، أسقطت قنبلة ذرية على ناغازاكي

Silverplate هو المرجع الرمزي لمشاركة القوات الجوية لجيش الولايات المتحدة في مشروع مانهاتن خلال الحرب العالمية الثانية. في الأصل اسم مشروع تعديل الطائرات الذي مكن بالطائرة القاذفة بوينغ بي-29 سوبر فورترس لإسقاط قنبلة ذرية، "Silverplate" جاء في نهاية المطاف لتحديد الجوانب التدريبية والتشغيلية للبرنامج كذلك. كان التوجيه الأصلي للمشروع بمثابة سطر الموضوع «مشروع مطلي بالفضة» ولكن الاستخدام المتواصل للمصطلح اختصره إلى «طبق من الفضة».
تم إيقاف استخدام الاسم الرمزي لـ Silverplate بعد الحرب، ولكن استمرت التعديلات تحت الاسم الرمزي الجديد Saddletree. تم تعديل 80 طائرة أخرى في إطار هذا البرنامج. تم تعديل المجموعة الأخيرة من طائرات بي-29 في عام 1953، ولكن لم يروا المزيد من الخدمة.